# Kelet-Ázsia

Kelet-Ázsia földrajzi kiterjedése

Kelet-Ázsia Ázsia egyik régiója, mely meghatározható földrajzi és kulturális alapon is. Földrajzi értelemben 12 millió km²-t ölel fel, Ázsia területének 28%-át; 15%-kal nagyobb Európánál. A területen 1,5 milliárd ember él, ami a kontinens lakosságának 38, a világ népességének pedig 22%-a és kétszer több, mint Európa teljes lakossága. Ez a világ legsűrűbben lakott régiója. A 130 fő/km²-es népsűrűség háromszorosa a világ átlagos népsűrűségének. Ez alól csak Mongólia kivétel, mely a világ legkisebb népsűrűséggel rendelkező független országa.
Kulturális értelemben azok a területek a tartoznak Kelet-Ázsiához, amelyek a kínai kultúrával tartanak kapcsolatot. A történelemben sok társadalom tartozott a kínai kulturális övezethez, és az egyes írások gyakran a klasszikus kínai írásból és a kínai karakterekből származnak. Időnként használják az Északkelet-Ázsia kifejezést Japánra és Koreára. A térség főbb vallásai a buddhizmus (főleg mahájána), konfucianizmus és újkonfucianizmus, taoizmus és a kínai népi vallás Kínában, a sintó Japánban, a taoizmus Tajvanon, sámánizmus Koreában, Mongóliában és az északkeleti területeken élő különböző bennszülöttek körében, és napjainkban a kereszténység Koreában. A kelet-ázsiai naptárak alapjául a kínai naptár szolgál. Ezek a nyelvi, vallási és politikai-filozófiai (rajtuk keresztül kulturális, vallási, művészeti és építészeti) hasonlóságok megtalálhatóak Kelet-Ázsia területének döntő hányadán és egyéb, a kínai kultúra befolyása alatt álló területeken (Tajvanon, Szingapúrban és Vietnámban) is.

## Területe

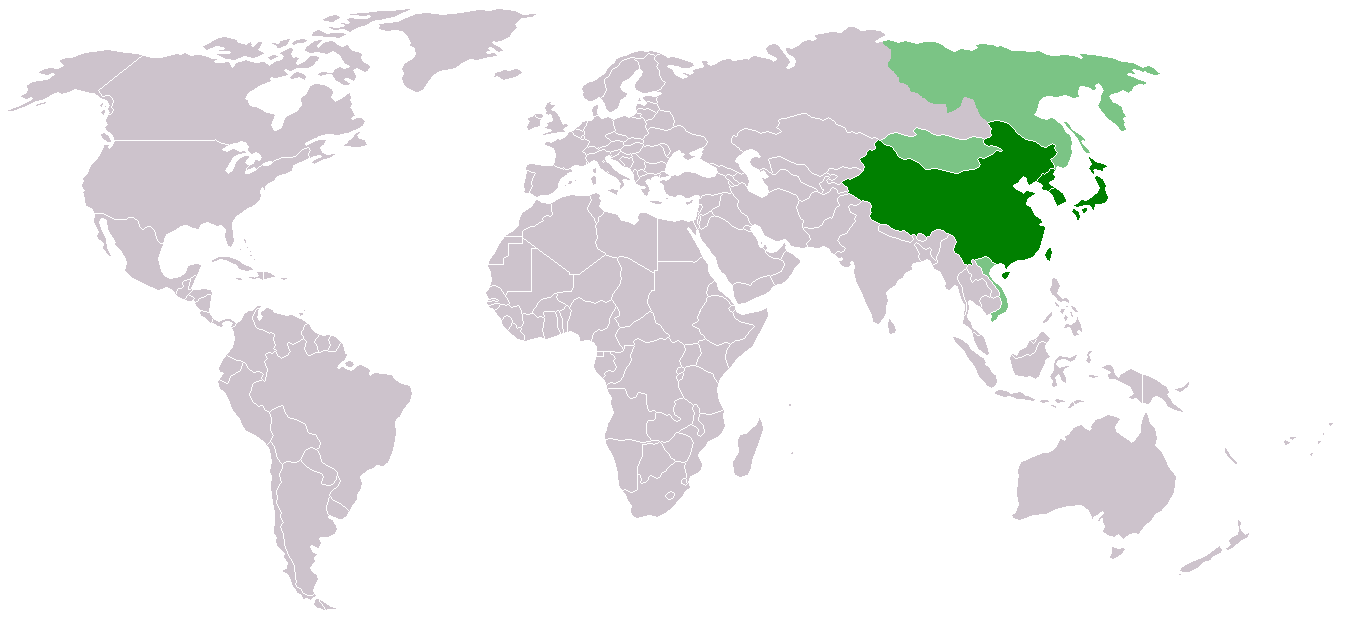
Kelet-Ázsia szűkebb értelemben vett (sötétzöld) és bővebb (világoszöld) területe

Hagyományosan a következő országokat sorolják Kelet-Ázsiához:
- Dél-Korea
- Észak-Korea
- Japán
- Kína és autonóm városállamai:

 Makaó
 Hongkong
- Tajvan (de facto független)
- Mongólia

A ENSZ a Kelet-Ázsia kifejezést használja a nyugati államokban megszokott, Európa-központú világképet sugalló Távol-Kelet kifejezés helyett. Kelet-Ázsia csak a Távol-Kelet északi felét takarja, Délkelet-Ázsia nélkül. Általános meghatározások szerint ide tartozik Kína, Japán, Dél és Észak-Korea, Mongólia és Tajvan. Kulturális alapon Kínát, Japánt, Koreát, Tajvant és Vietnámot sorolják a „kulturális Kelet-Ázsiához”. Földrajzi értelemben ide sorolhatók Oroszország távol-keleti területei is, ezek azonban kulturális értelemben nem tartoznak ide.
Gazdasági szempontból az ASEAN 10 tagját, Kínát, Japánt, Dél-Koreát és Tajvant sorolják ide. Az USA külpolitikája Barack Obama alatt Délkelet-Ázsiát is Kelet-Ázsiához sorolta.

## Adatok

### Népesség
| Ország    | Terület km² | Népesség      | Népsűrűség per km² | HDI (2011) | Főváros   |
| --------- | ----------- | ------------- | ------------------ | ---------- | --------- |
| CHN (PRC) | 9 596 961   | 1 339 724 852 | 138                | 0,687      | Peking    |
| HKG (PRC) | 1104        | 7 061 200     | 6390               | 0,898      | Hongkong  |
| JPN       | 377 930     | 127 950 000   | 337                | 0,901      | Tokió     |
| MAC (PRC) | 30          | 556 800       | 18 662             | Nincs adat | Makaó     |
| MGL       | 1 564 100   | 2 809 600     | 2                  | 0,653      | Ulánbátor |
| PRK       | 120 538     | 24 346 000    | 198                | Nincs adat | Phenjan   |
| KOR       | 99 828      | 48 988 833    | 500                | 0,897      | Szöul     |
| TWN       | 36 188      | 23 174 528    | 639                | 0,882      | Tajpej    |

### Gazdaság
| Ország    | GDP nominális millió USD (2011) | GDP nominális per fő USD (2011) | GDP PPP millió USD (2011) | GDP PPP per fő USD (2011) |
| --------- | ------------------------------- | ------------------------------- | ------------------------- | ------------------------- |
| CHN (PRC) | 7 298 147                       | 5414                            | 11 299 967                | 8382                      |
| HKG (PRC) | 243 302                         | 34 049                          | 351 119                   | 49 300                    |
| JPN       | 5 869 471                       | 45 920                          | 4 440 376                 | 34 740                    |
| MAC (PRC) | 27 850                          | 51 397                          | 32 208                    | 42 876                    |
| MGL       | 8506                            | 3042                            | 13 264                    | 4744                      |
| PRK       | 27 820                          | 1159                            | 40 000                    | 1800                      |
| KOR       | 1 116 247                       | 22 778                          | 1 554 149                 | 31 714                    |
| TWN       | 466 832                         | 20 101                          | 876 035                   | 37 720                    |